# Mnevis

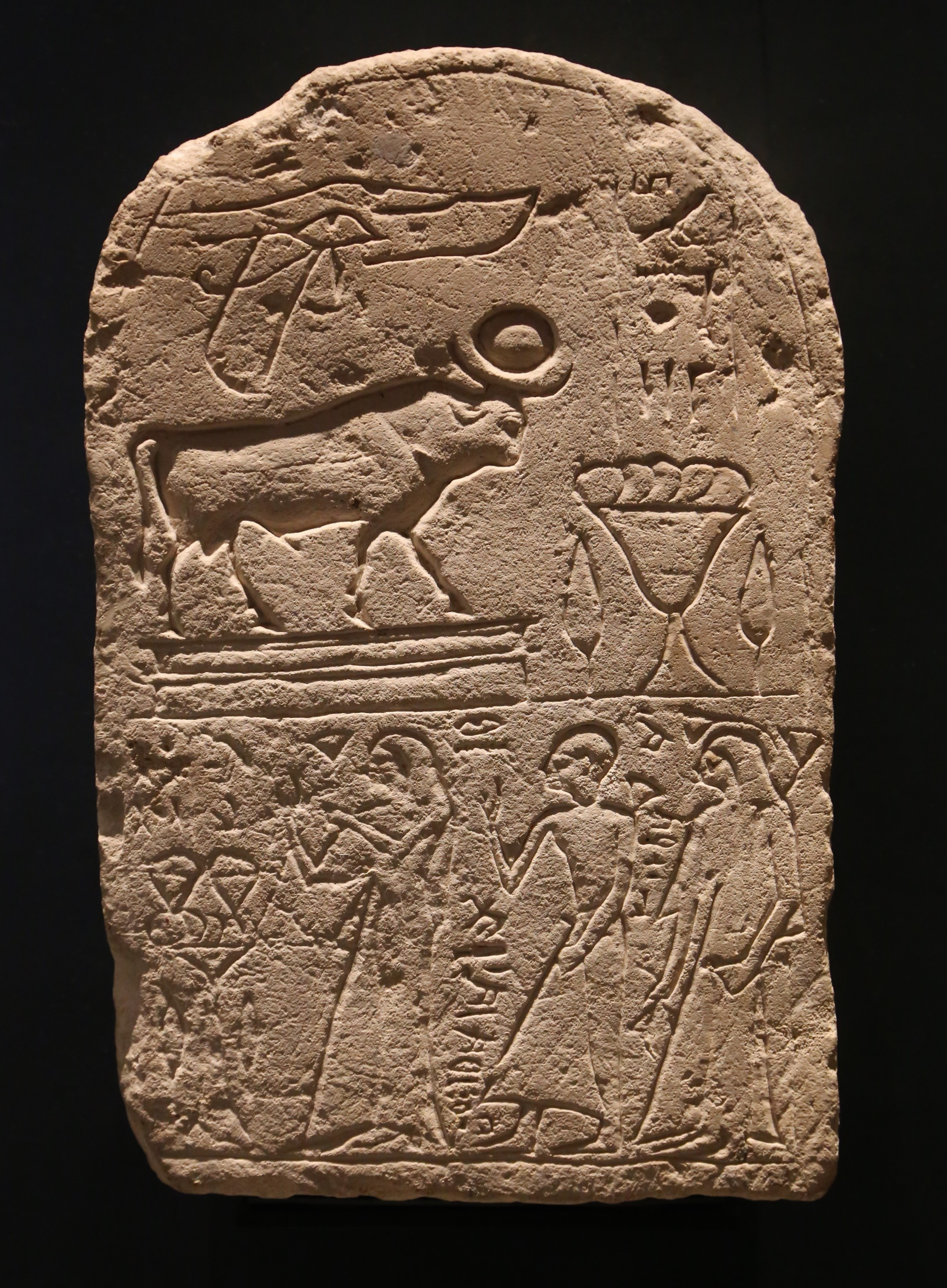
Avbildning av Mnevis, ca 1200 f.Kr.

Mnevis var i egyptisk mytologi en tjurgud. 
Mnevis dyrkades som så många andra egyptiska gudar i form av ett rituellt utvalt djur. Han gestaltades som en man med tjurhuvud.